# Црква Светих апостола Петра и Павла у Доњем Коњувцу
Црква Светих апостола Петра и Павла у Доњем Коњувцу, насељеном месту на територији општине Бојник, православни је храм који припада Епархији нишкој Српске православне цркве.
Црква посвећена Светим апостола Петру и Павлу, подигнут је на темељима старијег храма 1890. године, прилозима општине доњокоњувачке и околних села. Антиминс је положен у храм 14. септембра 1892. године. Цркву је осветио епископ нишки Никанор Ружичић 7. септембра 1908. године.
Храм је обновљен у периоду од 2001. до 2003. године, трудом мештана Горњег и Доњег Конувца. Поново је освећен од стране епископа нишког Иринеја 13. јула 2003. године.